# Herrschaft Châtillon
Der Herrschaft Châtillon mit dem Hauptort Châtillon-sur-Marne war der Stammsitz des Hauses Châtillon, einer der mächtigsten Familien des französischen Mittelalters.
Sie ist seit dem Ende des 9. Jahrhunderts bezeugt und umfasste anfangs nicht einmal den ganzen Ort, nach dem sie sich benannte: der Rest gehörte dem Grafen von Champagne. Die Herren von Châtillon erwarben durch Heirat eine Reihe von Grafschaften, die aber wieder verloren gingen. Bei mehreren Teilungen der Güter (1249, 1333 und 1416) ging die Herrschaft Châtillon dann jeweils an eine jüngere Linie und dann im 16. Jahrhundert durch Erbschaft verloren.

## Die Herren von Châtillon
- Guido I., 1076 genannt
- Walter I. (X 1101 in Kleinasien), wohl dessen Sohn
- Heinrich († ~1127/30), wohl dessen Sohn
- Walter II. (X 1148 in Kleinasien), dessen Sohn
- Guido II. († 1170/72), dessen Sohn
- Guido III. (X 1191 vor Akkon), dessen Sohn
- Walter III. († 1219), dessen Bruder
- Hugo I. (X 1248 bei Avignon), dessen jüngerer Sohn
- Walter IV. († 1261), dessen jüngerer Sohn
- Walter V. († 1329), dessen Sohn, Connétable von Frankreich
- Johann I. († 1363), dessen Sohn, Großmeister von Frankreich
- Walter VI. († 1377), dessen Sohn
- Johann II. († 1416), dessen Sohn
- Walter VII. († 1413), dessen Bruder
- Wilhelm († 1440), dessen Sohn
- Johann III. († 1443), dessen Bruder
- Arthur († vor 1470), dessen Sohn
- Margarete († 1519), dessen Schwester, Erbin von Châtillon etc. ⚭ Pierre de Roncherolles

…